# Arenaria montana
Arenaria montana (L.), es una especie de planta herbácea perteneciente a la familia de las cariofiláceas.

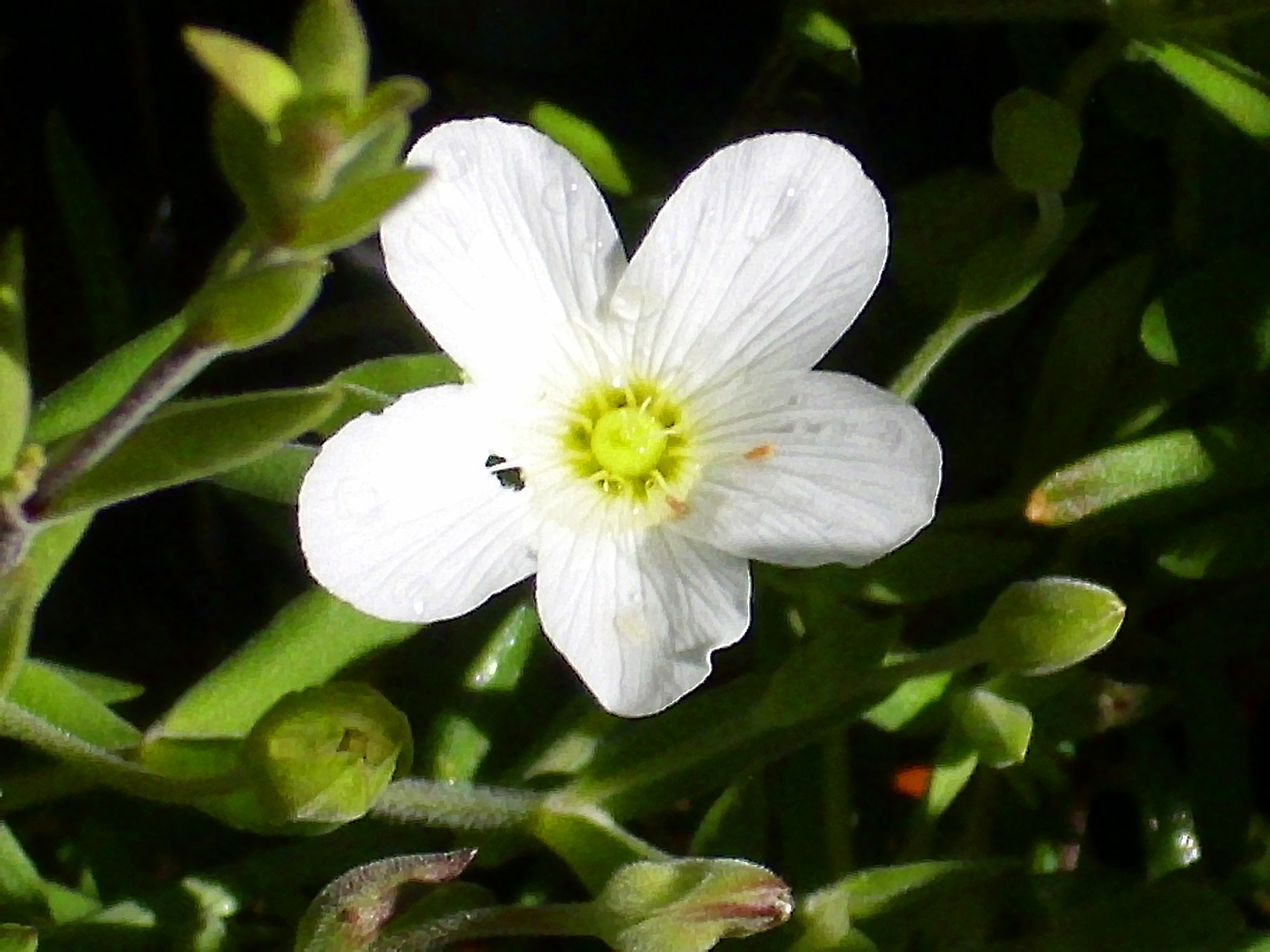
Detalle de la flor

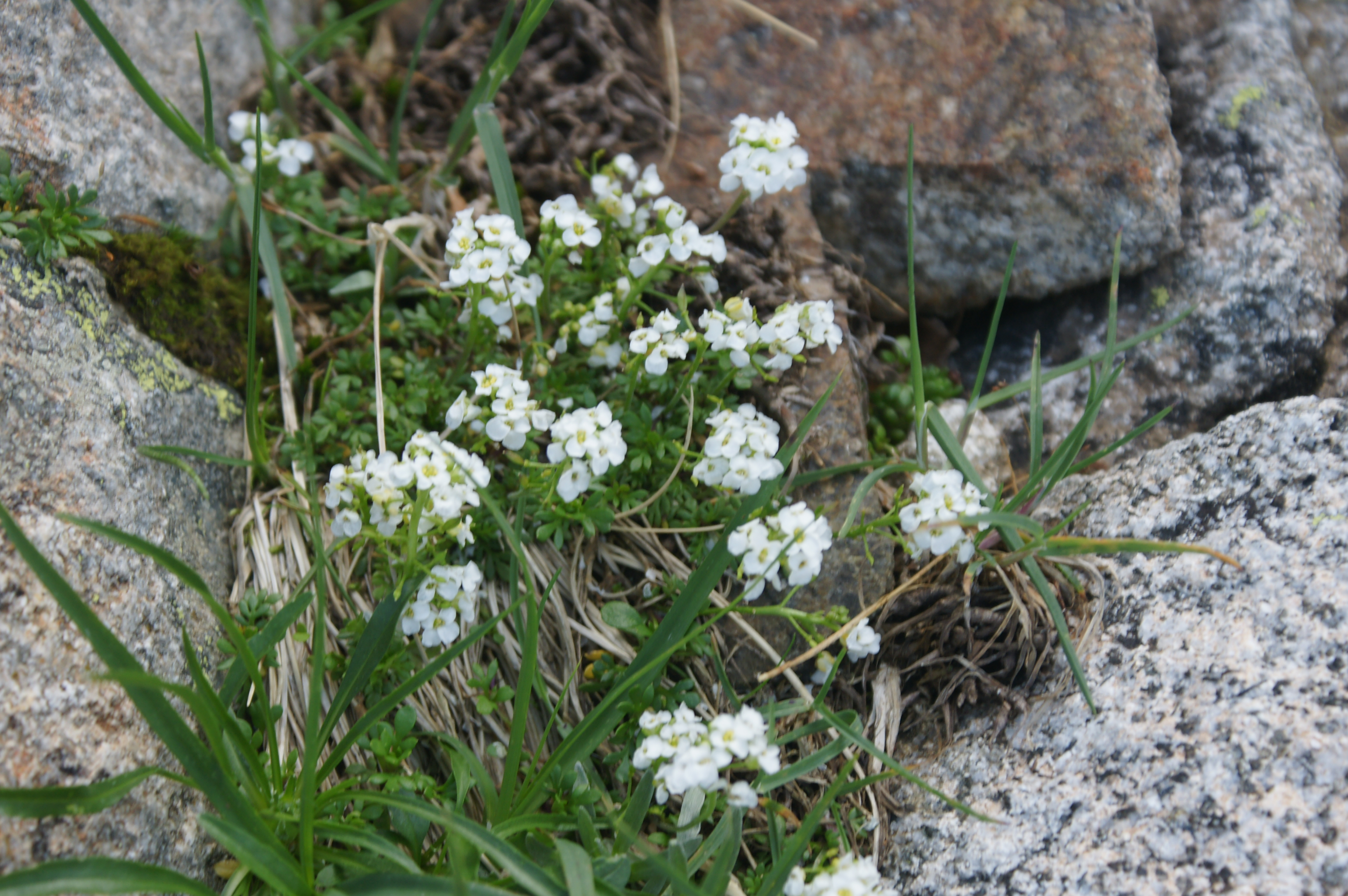
En su hábitat de montaña

## Distribución y hábitat
Es nativa de las regiones montañosas del suroeste de Europa, desde los Pirineos de Francia hasta Portugal. En España principalmente en  Alicante, Castellón y Valencia donde crece en medios rocosos y pedregosos o matorrales de zonas cálidas litorales. En la Sierra de Gredos es muy abundante en los melojares de ambas vertientes. Habita también en los claros de los piornales.

## Descripción
Es una planta herbácea muy ramificada, de tallos finos, con cierta tendencia trepadora sobre los arbustos del matorral cuando crece entre ellos. Es una especie próxima a Arenaria grandiflora, de la que se diferencia por tener las hojas más grandes, entre 1-3 cm. El nervio medio de éstas casi no se ve y tienen el margen foliar replegado hacia el envés. Las flores son pedunculadas, el tamaño del pedúnculo es igual o mayor que el de los sépalos, los cuales presentan pelos. Tienen la corola blanca, vistosa, con un diámetro de unos 2 cm. Si se observa la inflorescencia se puede apreciar la presencia de pelos glandulosos. Esto unido al hecho de tener el margen foliar revoluto permite la discriminación entre este taxón y el tipo de la especie.

## Taxonomía
Arenaria montana fue descrita por Carlos Linneo   y publicado en Centuria I. Plantarum ... 1: 12. 1755.
Citología
Número de cromosomas de Arenaria montana (Fam. Caryophyllaceae) y táxones infraespecíficos:  2n=20 n=14 2n=30
Etimología
Arenaria: nombre genérico que deriva del término latino arenarius  = "de arena, arenoso". Adjetivo sustantivado: la planta a la que J.Bauhin dio este nombre en 1631 vive en terreno arenoso.
montana: epíteto latino que significa "de la montaña".
Sinonimia
- Arenaria linearifolia Poir. in Lam.
- Arenaria segobricensis Pau
- Willwebera montana (L.) Á.Löve & D.Löve[9]
- Alsinanthus montanus (L.) Desv.
- Alsine caucasica Boiss.
- Alsine montana Crantz
- Arenaria caucasica (Boiss.) Fernald
- Arenaria pyrenaica Steud.
- Bigelowia montana Raf.[10]

## Nombre común
- Castellano: ala de mosca muerta, arenaria, césped espinoso, pamplina falsa espinosa.[11][9]